# 오르모크만 전투
오르모크만 전투(Battle of Ormoc Bay)는 제2차 세계 대전 중 태평양 전역의 필리핀 카모테스해에서 레이테섬 전투의 일부로 1944년 11월 11일부터 12월 21일까지 벌어진 일본 제국군과 미군 사이에 벌어진 해전과 공중전을 포함한 일련의 전투이다. 이 전투는 레이테섬의 일본군 증원과 재보급을 실시하려는 일본군의 다호작전(多号作戦)과 이들을 제지하려는 미군의 시도로부터 충돌한 결과이다. 일본군은 1944년 10월말부터 12월 중순까지 레이테섬 에 증원 부대 수송을 9차 작전까지 반복했다.

## 배경
1944년 중반 태평양 서부의 제해권을 장악한 이후, 연합군은 10월 필리핀을 강습하여, 1944년 10월 20일에 레이테섬 동쪽의 레이테 만에 상륙을 했다. 레이테섬에는 약 2만 명의 일본군이 방어를 하고 있었다. 미군 총사령관인 더글라스 맥아더 장군은 레이테섬을 점령하면, 주공인 루손섬 공략이 더 유리해질 것이라고 생각했다. 일본군으로서는 필리핀을 장악하는 것이 필수적이었다. 왜냐하면, 일본군이 필리핀을 상실한다는 것은 역으로 연합군이 보르네오와 수마트라로부터 석유 보급선을 확보할 수 있기 때문이었다.
일본 제국 해군은 이 공격에 연합함대로 응전했으며, 이것이 10월 23일부터 26일까지 발발한 레이테만 전투이다. 이 대규모 교전에서 일본 해군은 전략적으로 격파를 당했다. 그러나, 이것은 처음에는 확실하지 않았고, 필리핀 일본군 사령과 야마시타 도모유키는 미국 해군이 수 많은 사상사를 냈으며, 게다가 연합군 육군도 약해졌다고 믿었다. 일본 연합함대의 보고로는 레이테만 전투의 전과가 항공모함 7척을 격파한 것이었기 때문이다. 먼저 벌어진 포르모사 공중전의 전과 보고를 근거로 미군 병력은 정규 항공모함 3척과 기타 호위 항공모함 등이 될 것이라고 해군부는 낙관적인 판단을 했다. 이 판단을 근거로 육군도 쉽지는 않지만, 전국이 일본 측에 유리하다고 판단하고 있었다. 이에 따라, 그는 레이테섬 요새에 증원군과 재보급을 하기로 결정했다. 그래서 대본영은 제1사단, 제26사단, 제68여단을 루손섬에서 레이테섬으로 차출하여 증원하여 레이테섬에서 연합군을 단번에 격파하려고 계획했다. 이 과정동안 일본군은 레이테섬에 아홉 번의 호송선을 운영하여 1사단, 8사단, 26사단, 30사단, 그리고 102사단에서 34,000명의 병력을 파송하였다. 레이테섬의 서쪽에 있는 오르모크만의 끝에 있는 오르모크시는 이 섬의 주요 항구였으며, 수송선의 최종 목적지였다.
퍼플 암호를 이용한 송신 메시지를 해독한 연합군은 레이테 만 주변의 일본군 선박 집중에 경각심을 가지게 되었지만, 처음에는 이것을 철군으로 해독했다. 그러나 11월 첫째 주에 그림은 명확해졌고, 연합군은 이 수송선을 막기 시작했다.

## 작전
1944년 10월 29일 레이테섬 증원 수송 작전(다호작전)이 발동된다. 이 계획은 제2차와 제3차 전략으로 이루어졌으며, 10월 하순부터 11월 상순까지 실시하여 레이테섬의 미군 비행장이 본격 운용을 시작하기 전에 신속하게 수송 작전을 끝낼 예정이었다. 또한 작전 발동 전에 레이테섬 증원 제1진으로 민다나오 카가얀데오로에서 증원을 이미 시작하고 있었다. 제2차 작전에서도 제1사단을 레이테섬 오르모크에 수송하는데 성공했다.
11월 4일에 다시 제3차 작전에서 제7차 작전까지 시작되었다. 이 3차 작전에서는 주로 병참 부대를, 제4차 작전에서는 제26사단을 수송하고, 제5차 작전 이후는 제68여단을 수송할 계획이었다. 제3차 전략은 선단이 전멸하면서 실패하였고, 제4차 전략은 인원 수송에만 성공했다. 그래서 제5차 작전 이후는 군수품 수송으로 전환되었다. 또한 마닐라 공습이나 본 작전에서 침몰당해 호위에 사용할 수 있는 구축함은 쿠와 함(桑), 타케 함(竹) 만하는 어려운 상황에 빠졌다. 제5차 전략은 실패로 돌아갔고, 제6차 전략은 일부 상륙에 성공하였지만, 선단은 전멸되었고, 제7차 전략은 거의 성공했다.
12월 7일, 미군은 오르모크 남부에 군대를 상륙시켜 오르모크시를 목표로 했다. 따라서 제8차 전략은 상륙 목적지를 변경하였고, 제9차 작전에서 육상전을 강행하며 상륙하는 형태가 되었다. 제10차 작전도 계획되어 있었지만, 12월 13일에 루손섬으로 향하는 미군 상륙 부대가 발견되었다. (실제로 민도로섬에 상륙) 이에 따라 육군 제14방면군은 운송 예정 부대를 루손섬에 배치했다. 14일 해군도 제10차 작전의 중지를 결정하면서 다호작전은 종료되었다.

### 다호작전 시작 이전

#### 제1차 운송
- 제16전대: 아오바(青葉), 키누(鬼怒), 우라나미(浦波)
- 제1수송대: 일등 수송함 제6호, 동 9호, 동 10호
- 제2수송대: 이등 수송함 제101호, 동 102호

레이테섬으로 증원할 제1진은 카가얀데오로에서 2개 대대 2000여명이며, 이 수송 임무는 제16전대의 아오바(青葉), 키누(鬼怒), 우라나미(浦波) 3척에 맡겨졌다. 따라서 이 전대는 마닐라 방면으로 진출하기 위해 10월 21일 링가 정박지를 출발했다. 마닐라 입항 직전에 아오바는 미 잠수함의 어뢰 공격으로 항해 불능이 된다. 따라서 아오바를 마닐라에 남겨두고 두 척은 다음날 24일 마닐라를 출항하여 25일 16시에 카가얀데오로에 도착했다. 이에 앞서 제1수송대(수송함 제6호, 9호, 10호)와 제2수송대 (수송함 제101호, 102호)에서도 카가얀데오로에서 오르모크에 병력 수송이 예정되어 있었고, 이쪽은 이미 육상 병력을 태우고 25일 아침에 카가얀데오로를 출항하여 오르모크를 향하고 있었다. 제16전대도 즉시 카가얀데오로에서 병력을 싣고, 17:30에 오르모크를 향해 출항했다. 다음날 26일 새벽에 각각 오르모크에 도착하여 병력을 상륙시키고, 제16전대는 새벽 5시에 오르모크를 출발하여 마닐라로 향했다. 이어 출발한 제1수송대는 마닐라로 갔고, 나머지 제2수송대는 다음의 수송 임무를 위해 비사야 지역으로 향했다. 제16전대는 이날 10:15에 미군 함재기의 공격을 받고 우라나미는 12시 24분 침몰했으며, 키누는 14시가 지나서 항행 불능이 되어 17시 30분에 침몰했다.

#### 제2차 운송
- 제2수송대: 수송함 제101호, 동 102호

비사야 지역에 가던 제2수송대 수송함 제101호는 보홀섬 타그빌라란에서, 또 102호에는 네그로스섬 바콜로드에서 오르모크에 병력 수송을 하는 새로운 명령을 받았다. 102호는 바콜로드로 가는 길에 적기의 공격으로 침몰했다. 101호는 육상 병력을 태우고 10월 26일 심야에 타그빌라란을 출발했다. 도중의 공습으로 함장, 항해장이 중상을 입었지만 그대로 오르모크로 향한다. 28일 이른 아침에 상륙에 성공했지만, 상륙 도중에 미군기 약 80기의 공습을 받아 침몰했다.

### 제2차 작전

#### 제3함대
- 수송함 제131호

10월 28일, 독립 속사포 대대 1개 사단(약 340명)과 무기, 탄약, 식량 등을 싣고, 마닐라를 출항하였다. 도중에 3곳에서 임시 정박을 하고, 10월 30일 오르모크에 도착하여 상륙은 성공했다. 그러나 돌아오는 길에 B-24의 폭격을 받아 항행 불능 상태에 빠졌으며, 견인되어 마닐라로 귀항했다.

#### 제 4 함대
- 수송함 제10호, 제6호, 제9호

10월 31일에 마닐라를 출항하여, 11월 1일 14시 15분에 오르모크에 도착했다. 14:15에는 상륙을 마치고, 마닐라를 향해 출발했다. 수송함 제10호, 6호는 2일 오후에 돌아왔다. 9호 수송함은 세부섬에서 제35군 사령부를 싣고 2일 새벽 4시 30분에 다시 오르모크에 도착했다. 마닐라까지 아래 제2차 수송 부대에 포함되어 돌아왔다.

#### 제2차 수송 부대
- 제1선단: 노토마루(能登丸), 카시이마루(香椎丸), 긴카마루(金華丸), 다카츠마르(高津丸) (육군 특수 선박)
- 호위 부대: 오키나와(沖縄), 센슈(占守), 카이보(海防) 함 11호, 동 13호
- 경계 부대: 카스미(霞), 오키나미(沖波), 아케보노(曙), 우시오(潮), 하츠하루(初春), 하츠시모(初霜)

루손 증원을 위해 상하이에서 도착한 제1사단을 마닐라에서 오르모크에 수송했다. 10월 31일에 마닐라를 출항히여, 도중에 공습에 있었지만 별 피해없이 11월 1일 18시 30분에 오르모크에 도착하여 19시부터 상륙을 시작했다. 보름달이었기 때문에 조수 간만의 차이가 컸고, 상륙에는 약 24시간이 걸릴 것으로 전망했다. 다음날 2일 적의 공습을 받았지만 일본군 사식전투기의 호위를 받아 피해는 없었다. 13시 5분에 B-24 24기 등의 공격을 받았다. 구축함에서 피운 연막을 벗어난 노토마루가 폭격을 받고 침몰했다. 그러나 노토마루는 원형은 말 32마리와 약간의 탄약을 빼고는 90%의 상륙을 끝냈고, 다른 선박도 긴카마루 97.5%, 카시이마루, 다카츠마루 100% 내렸기 때문에 수송 작전은 거의 성공했다. 11월 4일, 부대는 마닐라로 귀환했다.

### 제4차 작전
제4차 작전은 제3차 작전보다 먼저 실행되었다. 4차 작전의 운송은 제6함대와 제4함대가 담당을 했다.
- 제6함대: 카시이마루(香椎丸), 긴카마루(金華丸), 다카츠마루(高津丸)
- 제1호위부대: 오키나와(沖縄), 시무슈(占守), 해방함(海防艦) 제11호, 제13호
- 제1경계부대: 카스미(霞), 우시오(潮), 아사시모(朝霜), 나가나미(長波), 와카츠키(若月)

제26사단 주력을 위의 함정으로 수송했다. 11월 8일에 마닐라를 출항하여, 도중에 공습을 당했지만, 피해는 크지 않았다. 11월 9일 18시 15분에 오르모크 항에 들어와 상륙을 시작했다. 그러나 사전에 준비하고 있던 50여 척의 다이하츠(대형 발동선, 大型発動機艇)는 태풍 해일로 대부분 모래에 묻히고, 하선 작전에는 5척 밖에 사용할 수 없었다. 또한 함정을 탑재된 다이하츠도 공습으로 사용하지 못해 양륙 작업은 난항을 겪었다. 다음날 10일 12시 30분에야 마닐라를 향해 돌아갈 수 있었다. 수송 인원은 모두 상륙했지만, 무기, 탄약 등의 양륙은 약간에 그쳤다. 출항 직후에 B-25, 35기의 공습을 받아 다카츠마루(高津丸), 카시이마루(香椎丸)가 침몰하고, 호위선인 해방함 11호가 항행 불능이 되었기 때문에 아군에 의해 처분되었다.

#### 제4 함대
- 수송함 제10호, 6호, 9호

제1사단의 나머지를 싣고 11월 8일에 마닐라를 출항하여 다음 날 9일 18시 30분에 오르모크에 도착했다.

### 제3차 작전
- 제2선단: 세레베스마루, 아오키마루(靑木丸), 미카사마루(三笠丸), 다니유타카마루(谷豊丸), 아마테라스마루(天照丸)
- 호위 부대: 구잠정 제30호, 제46호
- 경계 부대: 시마카제(島風), 하마나미(浜波) 하츠하루(初春), 다케(竹)

식량, 탄약 등 6000톤과 병참 부대 2000명 그리고 제26사단(泉兵団)의 일부를 수송했다. 계획은 제4차 수송 부대가 마닐라 귀항한 후 출항할 예정이었지만, 필리핀 주변의 날씨는 악천후가 계속되었고, 항공기가 공격을 할 수 없는 것으로 예상되었다. 그래서 악천후가 계속된 도중에 수송을 종료시키기 위해 11월 9일에 급히 출항했다. 그러나 예보는 빗나갔고, 날씨는 10일에 회복되었다. 수송부대는 항공기의 엄호를 받지 못한 것이 처음부터 불안했었지만, 그대로 강행했다. 출항 후 10일 새벽 세레베스마루가 좌초되면서, 구잠정 46호가 경계를 위해 남겨졌다. 본대는 도중에 제4차 수송 부대와 엇갈리면서, 경계 부대의 구축함을 일부를 교체하는 형태가 되었다. 하츠하루, 다케는 제4차 수송 부대에 편입되어 마닐라에 되돌아 갔고, 나가나미(長波), 아사시모(朝霜), 와카츠키(若月)가 제4차 수송 부대에서 본 부대에 편입되었다. 그 결과 오르모크로 들어온 선단은 다음과 같았다.
- 제2선단: 아오키마루(靑木丸), 미카사마루(三笠丸), 다니유타카마루(谷豊丸), 아마테라스마루(天照丸)
- 호위 부대: 구잠정 제30호
- 경계 부대: 시마카제(島風), 하마나미(浜波), 나가나미(長波), 아사시모(朝霜), 와카츠키(若月)

11일 정오에 오르모크에 도착할 예정이었지만, 오르모크만 앞에서 08:30에서 11:40까지 함상기 총 347대의 공격을 받았다. 구축함은 연막을 쏘아 은폐를 시도했지만, 수송선은 전부 침몰당했다. 이어 호위 경계 부대도 공격을 받았고, 아사시모(朝霜)를 제외한 시마카제, 하마나미 등 모든 함이 침몰했다. 시마카제가 침몰하여 이 배를 타고 지휘를 하고 있던 제2전대 사령관 하야카와 미키오 소장도 전사를 했다.

### 제5차 작전
제5차 전략은 제1수송 전대의 함정을 이용하여 보급품을 수송하는 계획이었다.

#### 제1후속단
- 수송선: 수송함 제101호, 동 141호, 동 160호
- 호위정: 구잠정 제46호

11월 23일 마닐라를 출항하여, 24일 카타이간으로 대피했지만 공습에 의해 수송함 3척이 모두 침몰했다. 구잠정 제46호는 마닐라에 돌아오는 길에 다음 날 25일에 피폭당해 침몰당하여 함대가 전멸했다.

#### 제2후속단
- 수송선: 수송함 제6호, 제9호, 제10호
- 호위정: 다케(竹)

11월 24일 마닐라를 출항하여, 25일 카마린도케섬으로 대피했지만 공습에 의해 수송함 6호, 10호가 침몰당하고, 9호는 손상을 입었다. 양륙 장치가 고장났으며, 다케도 손상을 당해 마닐라로 귀환했다. 오카치 장관의 명령으로 귀환했다는 기록이 있지만, 다케 함 우나모크 함장은 “수송 전대 사령관으로부터 작전을 계속하라는 명령이 내려왔지만, 독단으로 마닐라로 귀환했다”고 증언하고 있다.

### 제6차 작전
- 수송선: 카미세치마루(神祥丸), 카미에츠마루(神悦丸)
- 호위함: 구잠정 45호, 동 53호, 경비정 105호

11월 27일, 마닐라를 출항하여 도중에 공습을 받았지만 큰 손상 없이 28일 19:00에 오르모크에 도착하였다. 탄약 250m³, 식량 1100m³을 하역했다. 그러나 야간에 적 어뢰정의 공격을 받아 구잠정 53호, 경비정 105호가 침몰당했고, 다음날 아침의 공습으로 카미세치마루가 불타 좌초했다. 남은 카미에츠마루와 구잠정 45호는 마닐라를 향해 갔지만, 30일 세부섬 동쪽에서 조난을 당하며 침몰하여 제6차 선단도 전멸했다.

### 제7차 작전

#### 제1후속단
- 수송선: 육군 SS 보트 3척
- 호위함: 구잠정 제20호

11월 28일, 마닐라를 출항하여, 29일 마스바테만에서 SS 보트 한 척이 좌초되었고, 나머지 3척은 30일 23시에 이필에 도착하였으며, 인원 200명, 식량 510m3, 탄약 60m3, 위생용품 45m3을 양륙했다. 12월 1일 01시 40분에 양륙을 마치고, 2일에 무사히 마닐라에 귀환했다.

#### 제2후속단
- 수송선: 육군 SS 보트 2척

11월 30일 마닐라를 출항. 12월 1일 팔롬폰 북쪽의 도시 라도 만에 도착했다.

#### 제3,4후속단
- 수송선: 수송함 제9호, 140호, 159호
- 호위함: 다케(竹), 쿠와(桑)

12월 1일 마닐라를 출항. 2일 23시 30분에 오르모크에 들어왔다. 다음날 3일 0시 30분 경계중인 쿠와, 다케가 미 구축함 3척, 어뢰정과 교전을 벌였다. 구축함 쿠퍼를 격침하고, 앨런 M. 섬너를 격파하고, 어뢰정 2척을 격침시켰지만, 일본은 쿠와가 침몰하고, 다케도 손상되었다. 이때 다케가 어뢰로 전과를 올린 것이 일본 해군 군함의 마지막 어뢰전인 것으로 알려있었지만, 12월 26일 레이호 작전에도 어뢰는 사용되었다. 수송함 3척과 다케는 12월 4일 마닐라로 귀환했다.

### 제8차 작전
- 수송선: 아카기야마마루(赤城山丸), 시로우마마루(白馬丸), 제5싱제이마루(真盛丸), 이치로마루(日洋丸)
- 호위함: 우메(梅), 모모(桃), 스기(杉), 구잠정 제18호, 38호, 수송함 제11호

제68여단 주력 약 4000명을 수송하는 임무를 맡았다. 12월 5일에 마닐라를 출항하여, 7일 17시 30분에 오르모크에 도착할 예정이었지만, 그날 미군이 오르모크 남부에 상륙했다. 따라서 양륙지를 산이시드로(San Isidro, Leyte)로 변경하여 7일 10시부터 양륙을 시작했다. 양륙 중에 적함의 포격과 B-24 등 30대의 공격을 받았고, 인원은 상륙했지만 물자는 대포 2문 등을 하역하는데 그쳤다. 수송선 4척과 수송함 제11호는 대파되었기 때문에 버려졌고, 나머지 호위함정 5척은 마닐라로 귀환했다.

### 제9차 작전
- 수송선: 미노마루(美濃丸), 소라치마루(空知丸), 다스마니야마루(たすまにや丸)
- 호위정: 유즈키(夕月), 우즈키(卯月), 키리(桐), 구잠정 제17호, 제37호
- 수송함 제140호, 제159호
- 수송함 제9호(세부로 향하지만 중간까지 동행)

수송선은 보병 제5연대를 주력으로 하는 고카이(高階) 부대 4000명과 무기, 탄약 1200m3, 식량 800m3를 실었다. 수송함 제140호, 제159호는 오르모크 만에 역 상륙을 목표로 해군 특수 해병대 400명도 같이 실었다. 또한 세부섬으로 수송하는 갑표적 2척을 실은 수송함 제9호도 중간까지 동행했다. 12월 9일 예정보다 하루 뒤에 마닐라를 출항하여, 11일 팔롬폰 바다에서 F4U 50대의 공격을 받아 다스마니야마루가 침몰했다. 미노마루(美濃丸)는 팔롬폰에서 강행 상륙 작전을 변경하고, 우즈키(卯月), 구잠정 제17호, 제37호는 팔롬폰에 남아 소라치마루(空知丸)의 호위와 침몰선에서 바다에 빠진 인원을 구조했다. 우즈키(卯月)는 그때 오르모크로 출발했는데, 미군 어뢰정의 공격을 받아 침몰당했다. 나머지 유즈키(夕月), 키리(桐), 수송함 제140호, 제159호는 22시에 오르모크에 돌입하여 상륙을 강행했다. 병력과 탱크의 전부 그리고 장비의 절반을 하역했지만, 제159호는 육상에서의 포격으로 대파를 당했다. 키리(桐)는 12일 아침, 팔롬폰으로 돌아가 육지 병력을 양륙했다. 팔롬폰에 있던 소라치마루(空知丸)와 구잠정 2척은 그보다 먼저 양륙을 마치고 마닐라로 향했고, 13일 15시에 귀환했다. 오르모크에 있던 유즈키(夕月)와 수송함 제140호는 키리(桐)와 합류 마찬가지로 마닐라로 향했다 중간에 P-38 등 46 대의 공격을 받고 12일 20시 27분에 유즈키(夕月)가 침몰하고, 키리(桐)도 손상을 입었다. 키리와 수송함 제140호는 13일 19시에 마닐라에 귀환했다.

### 제10차 작전
- 수송선: 아리마야마마루(有馬山丸), 와우라마루(和浦丸), 니쇼마루(日昌丸)

제10사단 1개 연대 기간병과 제23사단의 1개 대대를 수송하는 임무를 맡았다. 12월 14일 마닐라를 출발하여, 레이테섬 북서부의 쿠라시안 곶에 상륙한다는 계획을 세웠다. 그러나 13일에 발견된 연합군 상륙 부대가 14일 북상을 시작하여 루손섬으로 향할 공산이 커졌다 (실제로 민도로섬에 상륙). 그래서 제14방면군은 계획을 중지하고, 운송 예정 부대를 루손섬을 수비하는데 배치했다. 이에 따라 이날 제10차 작전이 중지되었고, 이것으로 다호 작전은 종료되었다.